# Nikita Kojemiaka

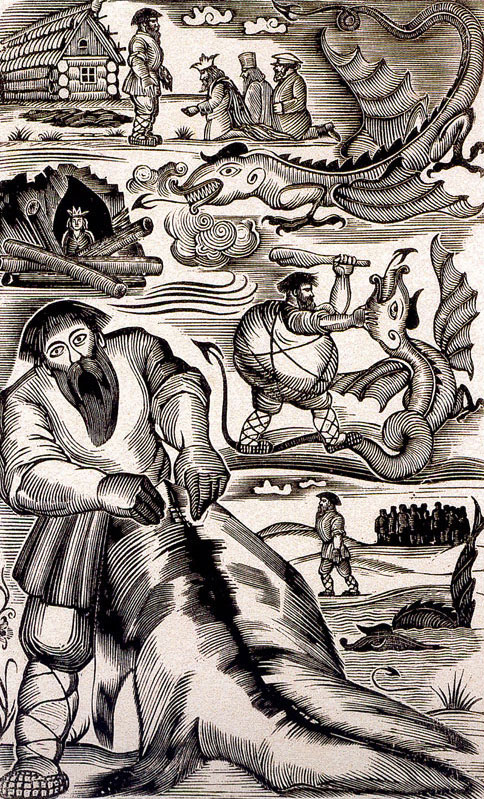
Nikolay Dmitrevsky. Nikita the Furrier. Wood engraving, 1934

Nikita Kojemiaka (en russe : Никита Кожемяка, en ukrainien : Микита Кожум'яка, c'est-à-dire Nikita le Tanneur, ou le Corroyeur ; parfois appelé Kirill [Кирилл] ou Ilya le Tailleur [Илья Швец]) est le héros d'un conte populaire remontant à la Rus' de Kiev. C'est un artisan qui libère la fille d'un prince de Kiev du dragon qui la retenait en captivité. Le plus ancien prototype du personnage semble apparaitre dans le Codex de Laurentius (1377). Il existe plusieurs versions du conte, dans différentes régions de Russie, d'Ukraine et de Biélorussie.

## L'intrigue du conte
La fille du prince de Kiev a été enlevée par un dragon, qui l'aime et la maintient prisonnière dans sa tanière. Ayant réussi à apprendre du dragon qu'il ne craint qu'un seul homme, Nikita – ou Kirill – le Tanneur, celle-ci envoie à son père une colombe porteuse d'un message lui demandant de trouver ce héros et de le convaincre de se battre avec le dragon. Lorsque les émissaires du prince entrent dans l'isba de Nikita, celui-ci est si surpris qu'il déchire d'un coup une pile de douze peaux de bœufs. Il refuse d'abord d'accéder à la demande du prince. Les anciens, envoyés à leur tour par le prince, ne le fléchissent pas davantage. Seuls les pleurs des enfants, que le prince lui envoie en désespoir de cause, parviennent à toucher son cœur. Il revêt alors une tenue de chanvre et de résine qui doit faire de lui un héros invulnérable, part combattre le dragon et libère la princesse. Certaines versions disent que le lieu près de Kiev où a vécu le héros porte toujours son nom.

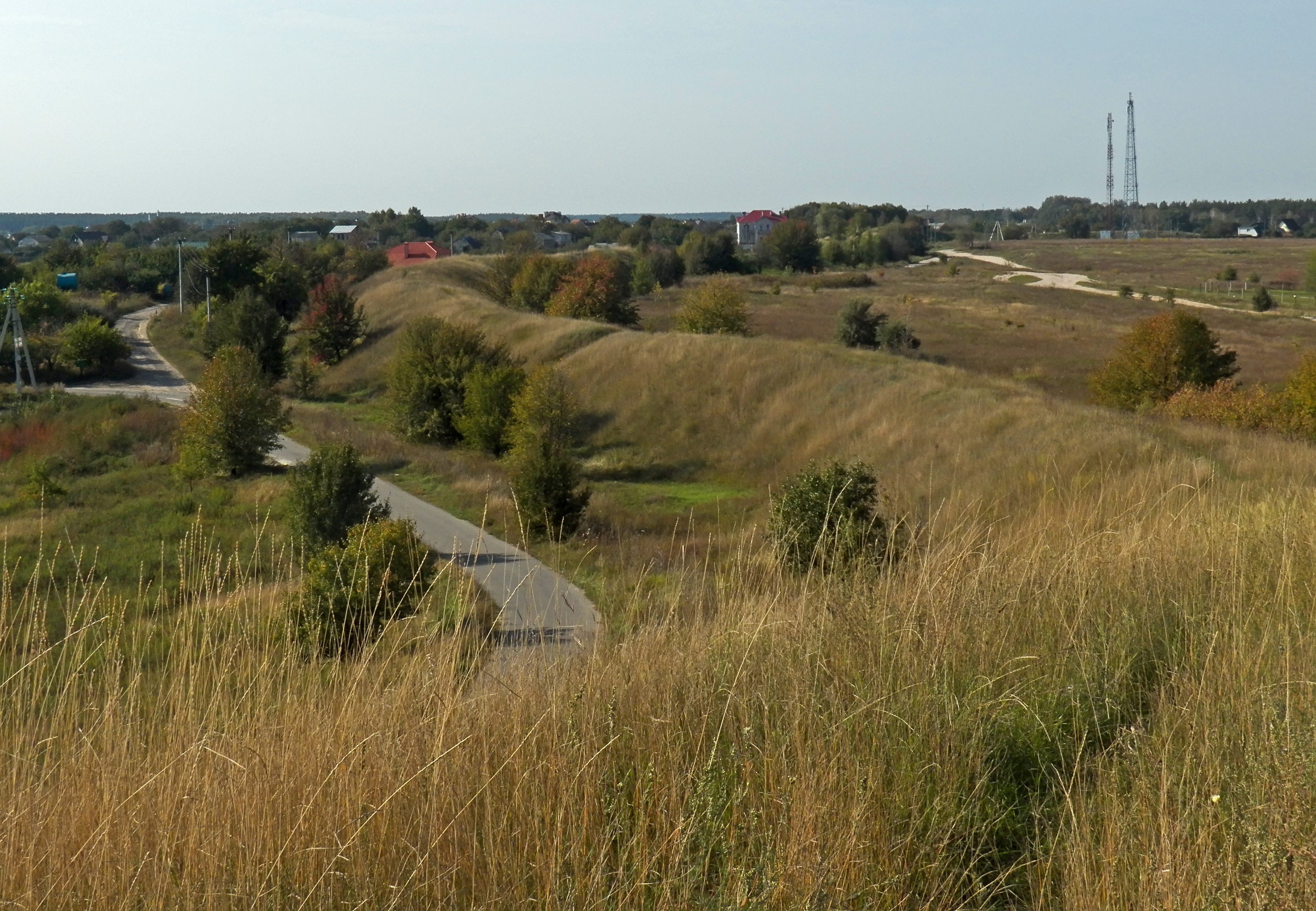
« Remparts du dragon » (en Змієві вали) près du village d'Ivankovitch.

Dans certaines versions, le dragon, reconnaissant la suprématie de Nikita, implore de sa part miséricorde, et lui propose de partager toute la terre avec lui. Nikita forge une charrue de trois cents pouds, et fait tracer au dragon un sillon jusqu'à la Mer Noire ; après quoi, il lui propose de partager également la mer de la même manière, et le dragon se noie en voulant tracer un sillon dans l'eau. On dit en Ukraine que les traces du sillon de Nikita sont toujours visibles par endroits dans le paysage.

## Référencement et origine

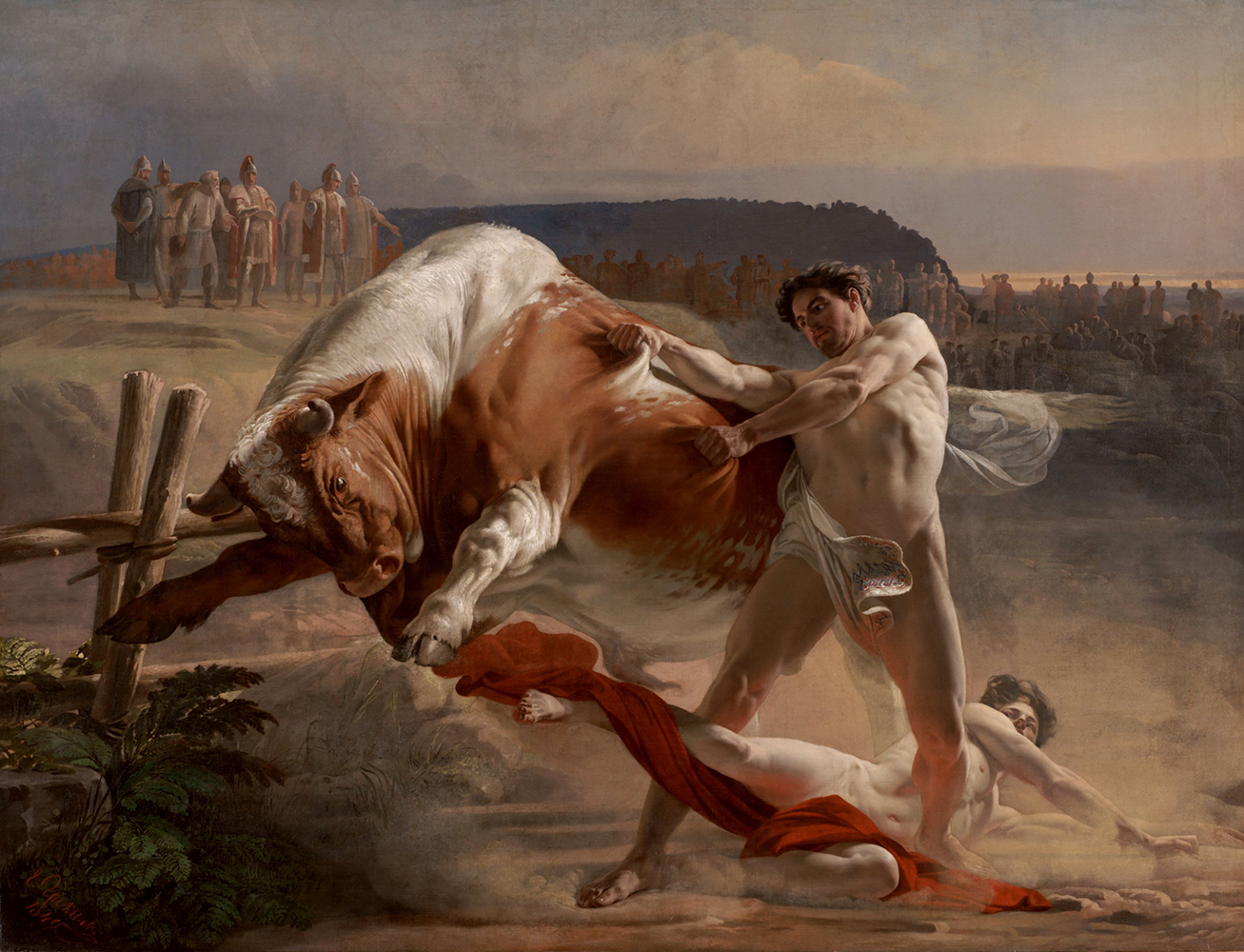
Evgraf Semionovitch Sorokine, Ian Ousmoviets arrêtant un taureau furieux, 1849.

Le conte porte le numéro 85 dans l'édition de 1873 des Contes populaires russes d'Afanassiev, et 148 dans l'édition russe de 1958. Il est classé sous la rubrique 300/2 (« Le Tueur de dragons ») dans la Classification Aarne-Thompson.
È.V. Pomérantseva signale qu'à l'origine du conte figure la légende du bogatyr Kojemiaka, qui libéra la ville de Kiev des Pétchénègues. Cette légende a été fixée dans la chronique de Ian Ousmochvets (ou Ousmoviets, Ousmovitch, Ousmar'...).

## Variantes
Une version du conte figure dans les Contes populaires biélorusses (traduction allemande) de Lev Barag, sous le titre Kyrill Koshemjak der Gerber (Kyrill Kojemiak le tanneur) et le numéro 115.
Le réalisateur français d'origine russe Iouri Tcherenkov à réalisé au studio Folimage, une version en cinéma d'animation en 2008.